# Эн-ар-джи Стэдиум
«Эн-ар-джи Стэ́диум» (англ. NRG Stadium), ранее известный как «Релайант Стэдиум» (англ. Reliant Stadium) — многофункциональный спортивный комплекс в Хьюстоне, Техас, США. Вместимость стадиона для футбольных матчей превышает 71 тысячу зрителей. Стадион был открыт 24 августа 2002 года и стал первым стадионом в НФЛ с раздвижной крышей. Является домашней ареной для команды НФЛ — «Хьюстон Тексанс». На стадионе проходили многочисленные международные матчи по футболу, в том числе с участием сборной США. Здесь также проводятся популярные родео и выставки сельскохозяйственных животных.
В 2000 году компания «Релайант Энерджи» (Reliant Energy) купила права на название стадиона за 300 млн долларов на 32 года. В 2009 году «Релайант Энерджи» была выкуплена компанией «Эн-ар-джи Энерджи» (NRG Energy) и со временем название стадиона было изменено на нынешнее.
1 февраля 2004 года на стадионе проходил Супербоул XXXVIII, а 5 апреля 2009 года Рестлмания XXV. 5 февраля 2017 года на стадионе прошёл Супербоул LI.
Стадион станет одним из 11 на территории США, где пройдут матчи чемпионата мира по футболу 2026 года.